# Jang Csen-fu
Jang Csen-fu (1883–1936) vagy Jang Cseng-fu (pinjin: Yang Chenfu, Yang Chengfu), illetve valódi nevén Jang Csao-csing (Yang Zhao Qing) kínai harcművész, a tajcsicsuan nevű harcművészet máig egyik legismertebb és leghíresebb mestere. Ő alakította át a tajcsicsuan „hosszú ököl formáját” egy mindenki számára elsajátítható gyakorlattá, és ő kezdte el a mindaddig féltve őrzött harcművészet széles körű tanítását. Életét és munkásságát máig legendák övezik, de tanítványai és ismerői megegyeznek abban, hogy korának egy félelmetes és hatalmas erejű, legyőzhetetlen harcművésze volt.
A tajcsicsuant nem egy ellenfél ellen, hanem ezer ellen lenne érdemes tanulni.

## Életrajza
Jang Csen-fu 1883-ban született Kínában, egy híres „tajcsicsuan-családban”, Jang Csao-hszjong (Yang Zhao Xiong) – vagy ismertebb nevén Jang Sao-hou (Yang Shao Hou) – fiaként, és a legendás Jang Lucsan (Yang Luchan) unokájaként. Szülei a Jang Csao-csing nevet adták neki, de sokszor szólították őt egyszerűen „a harmadik fiú” néven.
Ötvenhárom évesen, elismert orvosként és harcművészként hunyt el, művészetét azóta a fia, Jang Csen-tuo (Yang Zhenduo) és dédunokája, Jang Tyün (Yang Jun) által vezetett Yang family Tai Chi Chuan világszervezet képviseli a világ számos országában.

## Tajcsicsuan
Jang Csen-fu gyermekként állítólag nem szeretett a tajcsicsuannal foglalkozni, de mert apja őt és minden testvérét szerette volna bevonni a tanulásba, korán beavatást kapott a harcművészet mindennapi gyakorlatába. Ez a gyakorlás később az életmódjává vált, fiatal korában egyre keményen dolgozott azon, hogy minél jobban szakértőjévé váljon apja harcművészetének: gondosan tanulmányozta annak minden oldalát, télen-nyáron, minden körülmények között edzett, és naponta kitartóan fejlesztette a harcművészettel kapcsolatos készségeit, képességeit. Végül ünnepelt és hírneves harcművész lett, akinek a nevéhez és személyéhez a legkülönfélébb legendák fűződnek.
Jang Csen-fu, annak érdekében, hogy a kínai igények változó elvárásainak megfeleljen, apja úgynevezett „középső stílusát” átalakította a szélesebb körök által is könnyebben gyakorolható formává. Évek alatt kialakította az azóta nagy stílusnak nevezett formát, ami ma a „Jang stílusú tajcsicsuan” legismertebb irányzata. Abban az irányzatban, amit élete vége felé tanított, a mozdulatok nyitottak, szélesek, egyszerűek és közvetlenek, valamint ebből kifolyólag gyakorlatiasabbak és harcművészeti értékben is hatékonyabbak. A testtartás összeszedett és pontos, mindvégig egyenletes marad a mozgásban. A mozdulatok elegánsak, áramlóak, egyenletes sebességűek, hiányoznak belőlük a csen-stílusban (chen) meglévő ugrások és dobbantások, valamint a hirtelen történő gyors mozgások. Egyesítik a keményet és a lágyat, a könnyűt és a nehezet. A Jang Csen-fu által létrehozott formát magas, közepes és alacsony állásban egyaránt végre lehet hajtani, tehát a gyakorlat nehézsége a gyakorló képességétől, adottságaitól és lehetőségeitől függően szabályozható, valamint könnyen igazítható a gyakorlás és a megértés 
szintjéhez. A formában megtalálhatóak a támadás és védekezés technikái, valamint alkalmasnak tartják a test megerősítésére, az egészség fejlesztésére és betegségek gyógyítására.
Bár a Yang family Tai Chi Chuan művészete Jang Csen-fu családjához kötődik, világszerte számtalan újabb iskolát alapítottak ezen a néven, és bár a név ugyanaz, a legtöbb esetben jelentős eltérések találhatók a hagyományos és a leszármazott iskolák gyakorlatai és megvalósítása között.

## Jang Csen-fu 12 pontja a gyakorláshoz
1. A teljes relaxáció elvére a kínai nyelv azt a kifejezést használja, melynek legjobb fordítás az ellazulás. Az első elv értelmében sehol nem érezhetünk szilárdságot, merevséget, kivéve egy apró pontot a fejtetőn, ahol olyan érzés jelentkezik, mintha a fej egy láthatatlan szállal lenne felfüggesztve. Ha az ellazítás megfelelő, a nyugalom a megfelelő időben szintén megjelenik.
2. A második elv a lesüllyesztés elve, s ez az elv a teljes ellazulás elvét támogatja. A lesüllyesztés azt jelenti, hogy a gyakorló még stabilabbá válhat azáltal, hogy a test felső felét kiüresíti és elvonja belőle a szilárdságot, amit ezután a lábhoz juttat. Ha a felső test szilárd, a gyakorló sodródik és könnyen elveszítheti az egyensúlyát. Azonban nem elégséges lesüllyeszteni a szilárdságot, sokkal fontosabb lesüllyeszteni a csí-t (qi), ami így a tudat összpontosítását és minden tett belső erővel való kifejezését eredményezi.
3. A harmadik elv szerint a lényegest és a lényegtelent el kell különíteni egymástól. A kettős súlypontúságot el kell kerülni, tehát a testsúly egyszerre csak az egyik lábon tartható. Amelyik lábon a testsúly elhelyezkedik, az azzal ellentétes kezeket kell használni a támadásban. A tajcsicsuanban a súlypont mindig változik, hol az egyik, hol a másik lábra kerül, a jin és jang elvének megfelelően.
4. A fejet és a gerincet egyenesen, kiegyensúlyozottan kell tartani, hiszen annak érdekében, hogy az életerő a fej tetejéig felemelkedjen, a fejnek emeltnek kell lennie és súlytalannak. A fej nem fordulhat vagy billenhet el anélkül, hogy az egész test ne mozogna. A gerincet egyenesen kell tartani, hogy a csí és az í (yi, tudat) találkozzanak a fejtetőn, a testet könnyűvé és fürgévé téve. Fordulásnál a keresztcsontot mindig függőlegesen kell tartani, másképp a tartás instabillá válik.
5. A csípő és a derék a testmozgás tengelye, ezért egyenesen kell tartani, de hajlékonyan, minden irányba könnyen fórdíthatóan.
6. A kapd el a madár tollát mozdulat testtartása olyan, mintha két ember fát fűrészelne egyszerre: ha az egyik megáll, a másiknak is meg kell állnia. A lökő kezek gyakorlatban ugyanez érvényesül, nem állhat ellen egymásnak a két fél, hanem egymás mozdulatainak elvezetésére kell figyelniük. A fűrész-hasonlatnak a következő jelentése van: meghajolni az ellenség előtt, visszavonulni, semlegesíteni a mozgását, aztán követve őt, feloldhatatlanul rá kell tapadni. A legkisebb mozdulatára meg kell előzni és le kell győzni egyetlen ütéssel.
7. A kezeket sosem szabad céltalanul, ernyedten tartani. Ha a test laza, könnyű és fürge – akkor a kezeknek jelentése lesz.
8. A lazaság és csonttalanság értelmében, ha a gyakorló olyan, mint a súlyos baba, nem lehet őt feldönteni. A test ilyenkor gyors, a láb legyökerezett. A súlypont lesüllyesztett, és az összes energia az egyik talpra van fókuszálva. Ha hiányzik a lazaság, nem talál a láb szilárd támaszkodási pontot.
9. Különbséget kell tenni a belső és a külső energia között: a külső energia az izomzatból jön, a belső erő a csontokból. A belső energia lágy, rugalmas, aktív; a külső kemény, rugalmatlan, halott. Ha egy íjász kilő egy nyilat, a feszülés a fontos, nem pedig a nyíl. A lábtól a csípőig a testet egy egységként kell kezelni, amiben az energia összpontosul.
10. A puszta kezes formagyakorlatban úgy az egyensúlyt mindig úgy kell tartani, hogy a csí a lehető legjobban keringhessen. A gyakorlatot lassan és egyenletes sebességgel kell végezni, mert a hirtelen erő és a gyors mozdulat elszakítja a gyakorlat folytonosságát.
11. A lökő kezek gyakorlatban érzékelni és ismerni kell az ellenfél technikáját. Meg kell különböztetni a valódi támadását a cseltől; ha védeni kell, nem szabad túl messzire menni, s ha visszavonulásra kerül sor, nem szabad az ellenfelet túl közel engedni.
12. Az ezer fontot négyunciányi kezdő erővel csak úgy lehet legyőzni, ha helyes technikát alkalmaz a gyakorló. Ha meghúzza a szarvát vagy a fülét egy ezer fontos tehénnek, képtelen leszel megmozdítani. Azonban, ha ráköt egy négyunciás kötelet az orrára, könnyel el tudja mozdítani az állatot. Ha a tehén kőből van, még ez sem segít. A helyes technika nem fog működni, csak ha élő teremtményen kerül alkalmazásra.

## Híres tanítványok
Jang Cseng-fu máig legismertebb tanítványa Cseng Mang-csing professzor volt, aki halálos tüdőbetegségéből gyógyult ki a mestere által követett gyakorlatok alkalmazásával. Ő volt az első személy, aki a tajcsicsuant Kína határain kívül elkezdte terjeszteni, és tanítványai közé nem kínai embereket is felvett. Cseng Man-csing a Jang-stílusnak egy újabb reformját vezette be, amikor létrehozta az egyszerűsített, rövidített Jang-formát, amely a hosszú ököl forma 48 fontos mozdulatát tartalmazza, és a kevesebb idővel rendelkező emberek számára is elérhetővé teszi a gyakorlást. Cseng Man-csing erejéről is legendák keringenek, de saját bevallása szerint az ő tudása meg sem közelíti mestere képességeit. Cseng professzor leghíresebb tanítványa volt Huang Seng-sien (Huang Shengshyan).
A Yang family Tai Chi Chuan – azaz a Jang családi Tajcsicsuan – ma élő örököse Jang Csen-fu fia, Jang Csen-tuo (pinjin: Yang Zhen-duo), és annak unokája, Jang Tyün (pinjin: Yang Jun). A nemzetközi szövetség azt az elvet képviseli, hogy tajcsicsuan mindenkié, nincsenek titkos, sok pénzért árusított technikák, és a tudást mindenkinek át kell adni, aki kíváncsi rá, és aki hozzátehet valamit a stílus terjesztéséhez és továbbéléséhez.
A világon számtalan iskola létezik, aki a módszerét Jang stílusú tajcsicsuanként hirdeti, de ezen iskolák többsége már nagy mértékben elhagyta vagy átalakította a Jang-család módszereit. Egyes iskolák a Jang család titkos tanításait közvetítő vonalnak tartják magukat, s bár a hivatalos Jang-stílus nagy hangsúlyt fektet a tajcsicsuan alapelveinek maradéktalan betartására, ezek az iskolák a tajcsicsuannak csak egyes momentumait ragadják meg, sok esetben már mellőzik az alapelvek betartását, s inkább a mozdulatok gyakorlására helyezik a hangsúlyt.